# Сатанинская паника
Сатанинская паника (англ. Satanic panic), сатанинское ритуальное насилие (англ. Satanic ritual abuse), ритуальное насилие (англ. ritual abuse), ритуалистическое насилие (англ. ritualistic abuse), садистская ритуальная жестокость (англ. sadistic ritual abuse) — социальный феномен 1980-х, состоявший в распространении в США, Великобритании и ЮАР моральной паники относительно существования масштабного сатанинского заговора с совершением ритуальных убийств людей и десятками тысяч жертв.
Теории сатанинского заговора и сатанинская паника были спровоцированы популярными телевизионными евангелистами среди некоторых американских христианских общин. Был издан ряд книг, авторы которых утверждали, что они являются жертвами сатанинских ритуалов. В совершении «сатанинских преступлений» проповедниками и  журналистами обвинялись различные, не имеющие ничего общего друг с другом организации и группы людей, начиная от Церкви Сатаны и Ордена Восточных Тамплиеров, заканчивая Церковью Иисуса Христа святых Последних дней и движением New Age.
В частности, по теориям сатанинского заговора, в США должно было обитать значительное число сатанистов (вплоть до нескольких миллионов), которые сознательно и методично опутали своей сетью правительственные и социальные учреждения и совершали человеческие и животные жертвоприношения в огромных количествах в самых различных регионах страны.
Согласно данным неправительственной организации «Ontario Consultants on Religious Tolerance», в тот период установилась целая торговая индустрия «сатанинского заговора», с распространением по стране самозваных экспертов, собирающих деньги за обучение различных организаций и частных лиц относительно якобы существующей угрозы. Организация опубликовала заключение по поводу «сатанинской паники» и «теорий сатанинского заговора»: 

 В начале 1990-х мы проанализировали сообщения о сатанинском ритуальном насилии (Satanic Ritual Abuse), полученные и от убеждённых в его существовании, и от скептиков. Мы предварительно заключили, что скептики правы: не существует никакого международного сатанинского заговора с целью произведения ритуального насилия и убийства детей. Мы с тех пор пристально следим за сторонниками существования сатанинского ритуального насилия, но так и не встретили убедительных доказательств, чтобы изменить свои выводы. 
 Ontario Consultants on Religious Tolerance отмечает, что сегодня пресса и медиафигуры скептически относятся к «теориям сатанинского заговора», а специалисты из сил правопорядка, криминологи, психологи и исследователи религии считают информацию о них ложной или, по меньшей мере, весьма преувеличенной. Некоторые социологи рассматривают феномен 1980-х в качестве примера общественной моральной паники. Несмотря на все доводы, и по сей день в различных странах имеется значительное (но не известное в точности) число людей, в действительности верящих в существование широкой организованной сети сообществ, выполняющих насильственные сатанинские жертвоприношения.
В 1992 году старший специальный агент Подразделения наук о поведении Национального центра анализа насильственной преступности Кеннет В. Лэннинг (англ. Kenneth V. Lanning) занимавшийся изучением сатанинской паники начиная с 1981 года в своём докладе о проведении расследования официально заявил, что нет надёжных доказательств в пользу существования данного явления.
Преподаватель Сиднейского университета Зои Олдертон в статье «Челлендж Момо: исследование появления крупной демонической мистификации в Интернете» в научном журнале «Journal for the Academic Study of Religion» сопоставила с сатанинской паникой 1980-х годов челлендж Момо, получивший широкую известность в 2018 году. «Демон» по имени Момо, который якобы рассылает сообщения с угрозами, появился в испаноязычных интернет-сообществах. В этой ранней версии мистификации Момо отправляла детям серию угроз, вызовов или опасных инструкций через службу текстовых сообщений WhatsApp.